# Oscar Mario Jorge
Oscar Mario Jorge (Caleufú, provincia de La Pampa, 14 de julio de 1936-7 de julio de 2025) fue un contador público y político argentino. Fue gobernador de la provincia de La Pampa desde el 10 de diciembre de 2007 hasta el 10 de diciembre de 2015, habiendo sido reelecto en el año 2011.

## Biografía

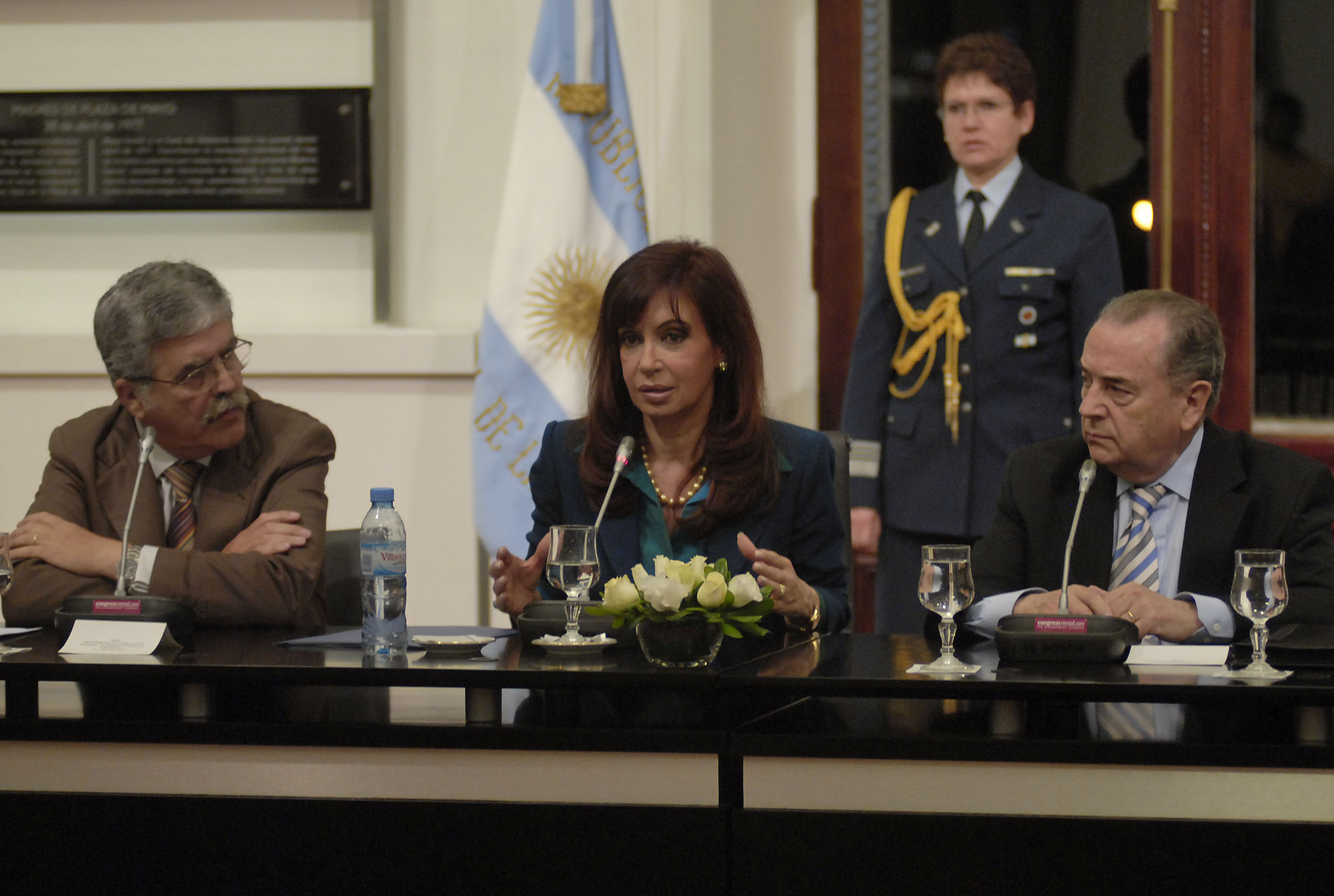
Oscar Jorge junto a la presidenta Cristina Fernández de Kirchner y el ministro de obras públicas Julio de Vido.

En 1966 fue designado Gerente de Finanzas y Control del Instituto de Seguridad Social de la Provincia de La Pampa. En el mismo año se egresa de Contador Público en la Universidad Nacional de La Pampa.
Desde 1965 se desempeñó como docente en la Cátedra de Contabilidad Pública de la Universidad Nacional de La Pampa, de la que fue elegido Profesor Titular por concurso en 1979. Se desempeñó también como Profesor Adjunto de la Cátedra de Finanzas Públicas entre 1980 y 1986.
Fue el  gobernador que mayor elecciones ganó al ser 3 veces elegido intendente de Santa Rosa, capital de la provincia de La Pampa, y electo 2 veces para gobernador, pasando a ser el político más influyente en la historia pampeana. Durante su mandato se inauguró la Ruta de la Cría, corredor vial del oeste pampeano, creada con el fin de favorecer de manera productiva y turística a toda la zona del caldenal. 
La obra, para los 140 kilómetros de la Ruta de la Cría, implicó una inversión actualizada que superó los 350 millones de pesos.

## Carrera política
- 1973-1976: Contador General de la Provincia de La Pampa
- 1976 - El 6 de abril es nombrado por el decreto número 76 de la dictadura militar, director titular interino del Banco de La Pampa.
- 1983-1989: Ministro de Economía de la provincia
- 1990-1991: elegido por la comunidad universitaria rector de la Universidad Nacional de La Pampa
- 1991-2003: Intendente de Santa Rosa (tres períodos)
- 2003-2007: Presidente del Banco de La Pampa

En 2007 fue elegido candidato por el Partido Justicialista venciendo en las elecciones internas a Rubén Marín.
En las elecciones del 28 de octubre de 2007 fue elegido gobernador de la provincia de La Pampa, con 47,26% de los votos, venciendo a Juan Carlos Marino (FrePam) (32,46%). Comenzó su mandato de cuatro años el 10 de diciembre de 2007.
En 2011, durante las elecciones del 23 octubre, fue reelecto como gobernador de la provincia de La Pampa, con el  46% de los votos, derrotando nuevamente a Juan Carlos Marion (FrePam), que obtuvo el 31,29% de los votos.
En 2013, durante su gobernación se llevó a cabo la obra de energía eléctrica del Polo Productivo Casa de Piedra, para habilitar 1000 hectáreas para el cultivo de vides, olivos y nogales. Esa infraestructura creada para esas mil hectáreas están destinadas a plantaciones de alto nivel de rentabilidad. También se inauguró la pista de aterrizaje en esta Villa Turística y el centro comercial Casa de Piedra, diseñado para que los turistas puedan disfrutar de plazas a un paseo comercial, rodeado de abundante vegetación.

## Primer mandato
| Cartera                                      | Titular                                                     | Período     |
| -------------------------------------------- | ----------------------------------------------------------- | ----------- |
| Ministerio de Gobierno, Justicia y seguridad | Dr. César Ignacio Rodríguez                                 | 2007 – 2011 |
| Ministerio de Bienestar Social               | Lic. Gustavo Fernándes Mandía Sra. María Cristina Regazzoli | 2007 – 2011 |
| Ministerio de Hacienda y Finanzas            | CPN. Ariel Rauschenberger                                   | 2007 – 2011 |
| Ministerio de Producción                     | Dr. Abelardo Ferrán                                         | 2007 – 2011 |
| Ministerio de Salud                          | Dr. Luis Ordóñez Dr. Mario Omar González                    | 2007 – 2011 |
| Ministerio de Cultura y Educación            | Dr. Juan Víctor Bensusán Prof. Néstor Anselmo Torres        | 2007 – 2011 |
| Ministerio de Obras y Servicios Públicos     | Ing. Julio Bargero Tec. Mecánico Paulo Benvenuto            | 2007 – 2011 |

## Segundo mandato
| Cartera                                      | Titular                           | Período     |
| -------------------------------------------- | --------------------------------- | ----------- |
| Ministerio de Gobierno, Justicia y seguridad | Dr. Leonardo Villalba             | 2011 – 2015 |
| Ministerio de Bienestar Social               | Raúl Ortiz                        | 2011 – 2015 |
| Ministerio de Hacienda y Finanzas            | Cpn. Sergio Violo                 | 2011 – 2015 |
| Ministerio de Producción                     | Dr. Abelardo Mario Ferrán         | 2011 – 2015 |
| Ministerio de Salud                          | Dr. Mario Omar González           | 2011 – 2015 |
| Ministerio de Cultura y Educación            | Lic. Jaqueline Mohair Evangelista | 2011 – 2015 |
| Ministerio de Obras y Servicios Públicos     | Ing. Jorge Víctor Varela          | 2011 – 2015 |